# Anabarhynchus herpenthus
Anabarhynchus herpenthus är en tvåvingeart som beskrevs av Lyneborg 2001. Anabarhynchus herpenthus ingår i släktet Anabarhynchus och familjen stilettflugor. Inga underarter finns listade i Catalogue of Life.